# Suevit

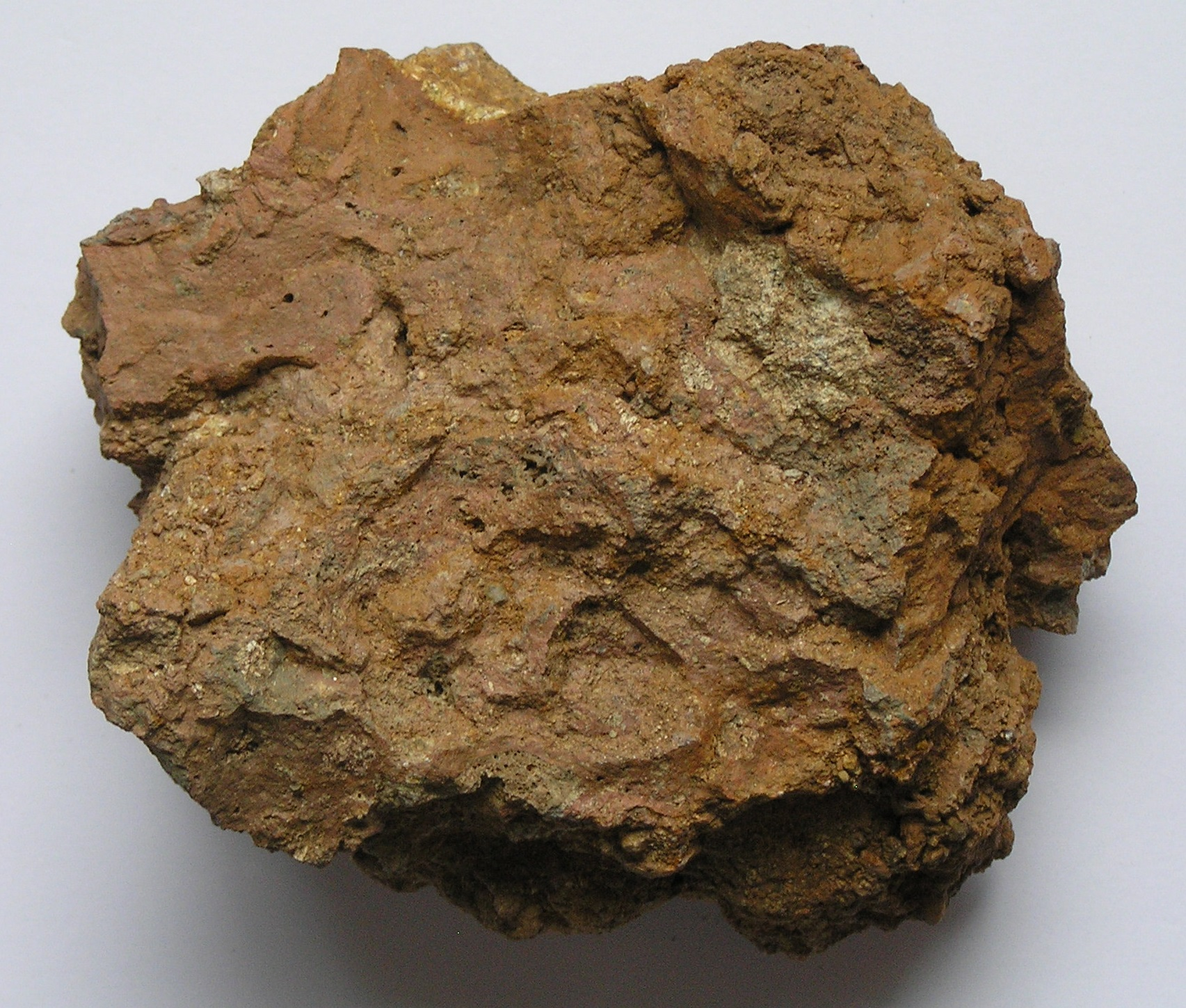
Suevit

Suevit – brekcja impakcyjna utworzona wskutek metamorfizmu zderzeniowego (szokmetamorfizmu). Składa się z pokruszonych odłamków skał oraz szkliwa.

## Występowanie suevitów
- Krater Nördlinger Ries